# Olympische Sommerspiele 2024/Rhythmische Sportgymnastik/Qualifikation
Für die Wettbewerbe in der Rhythmischen Sportgymnastik bei den Olympischen Sommerspielen 2024 standen insgesamt 38 Quotenplätze zur Verfügung (24 im Einzel- und 14 in Gruppenwettkampf). Davon stand jeweils ein Platz der französischen Delegation zu. An den Wettkämpfen nahmen ausschließlich Frauen teil. Die von den Athletinnen erkämpften Quotenplätze stehen dem jeweiligen Nationalen Olympischen Komitee zu. Im Einzelwettkampf dürfen pro NOK maximal zwei Athletinnen antreten, in der Gruppe eine Mannschaft pro NOK. Alle Athletinnen müssen vor dem 31. Dezember 2008 geboren sein.
Die Qualifikation erfolgte zum einen über die Weltmeisterschaften der Rhythmischen Sportgymnastik 2022 und 2023 sowie über die einzelnen kontinentalen Meisterschaften. Die bei kontinentalen Meisterschaften zugesprochenen Quotenplätze sind direkt an die Athletinnen gebunden. Zudem erhielt mit Praewa Misato Philaphandeth eine Athletin durch Einladung der Fédération Internationale de Gymnastique (FIG) einen Quotenplatz im Einzelwettkampf zugesprochen.

## Qualifizierte Nationen
| Nation             | Einzel | Gruppe | Quotenplätze |
| ------------------ | ------ | ------ | ------------ |
| Ägypten            | 1      | X      | 2            |
| Aserbaidschan      | 1      | X      | 2            |
| Australien         | 1      | X      | 2            |
| Brasilien          | 1      | X      | 2            |
| Bulgarien          | 2      | X      | 3            |
| China              | 1      | X      | 2            |
| Deutschland        | 2      | X      | 3            |
| Frankreich         | 1      | X      | 2            |
| Israel             | 1      | X      | 2            |
| Italien            | 2      | X      | 3            |
| Kasachstan         | 1      |        | 1            |
| Laos               | 1      |        | 1            |
| Mexiko             |        | X      | 1            |
| Rumänien           | 1      |        | 1            |
| Slowenien          | 1      |        | 1            |
| Spanien            | 2      | X      | 3            |
| Ukraine            | 1      | X      | 2            |
| Ungarn             | 1      |        | 1            |
| Usbekistan         | 1      | X      | 2            |
| Vereinigte Staaten | 1      |        | 1            |
| Zypern             | 1      |        | 1            |
| Gesamt: 23 NOKs    | 24     | 14     | 31           |

## Einzel
| Qualifikationswettbewerb        | Datum                    | Ort               | Plätze | Nation             | Nominierte Athletin         |
| ------------------------------- | ------------------------ | ----------------- | ------ | ------------------ | --------------------------- |
| Gastgeber                       | 13. September 2017       | Lima              | 0      | —                  | —                           |
| Weltmeisterschaften 2022        | 14. – 18. September 2022 | Sofia             | 3      | Italien            | Sofia Raffaeli              |
| Weltmeisterschaften 2022        | 14. – 18. September 2022 | Sofia             | 3      | Deutschland        | Darja Varfolomeev           |
| Weltmeisterschaften 2022        | 14. – 18. September 2022 | Sofia             | 3      | Bulgarien          | Borjana Kalejn              |
| Weltmeisterschaften 2023        | 23. – 27. August 2023    | Valencia          | 14     | Bulgarien          | Stilijana Nikolowa          |
| Weltmeisterschaften 2023        | 23. – 27. August 2023    | Valencia          | 14     | Slowenien          | Ekaterina Vedeneeva         |
| Weltmeisterschaften 2023        | 23. – 27. August 2023    | Valencia          | 14     | Spanien            | Polina Berezina             |
| Weltmeisterschaften 2023        | 23. – 27. August 2023    | Valencia          | 14     | Israel             | Daria Atamanov              |
| Weltmeisterschaften 2023        | 23. – 27. August 2023    | Valencia          | 14     | Ukraine            | Taissija Onofrijtschuk      |
| Weltmeisterschaften 2023        | 23. – 27. August 2023    | Valencia          | 14     | Usbekistan         | Takhmina Ikromova           |
| Weltmeisterschaften 2023        | 23. – 27. August 2023    | Valencia          | 14     | Deutschland        | Margarita Kolosov           |
| Weltmeisterschaften 2023        | 23. – 27. August 2023    | Valencia          | 14     | Ungarn             | Fanni Pigniczki             |
| Weltmeisterschaften 2023        | 23. – 27. August 2023    | Valencia          | 14     | Aserbaidschan      | Zöhrə Ağamirova             |
| Weltmeisterschaften 2023        | 23. – 27. August 2023    | Valencia          | 14     | Frankreich         | Hélène Karbanov             |
| Weltmeisterschaften 2023        | 23. – 27. August 2023    | Valencia          | 14     | Brasilien          | Bárbara Domingos            |
| Weltmeisterschaften 2023        | 23. – 27. August 2023    | Valencia          | 14     | Italien            | Milena Baldassarri          |
| Weltmeisterschaften 2023        | 23. – 27. August 2023    | Valencia          | 14     | Spanien            | Alba Bautista               |
| Weltmeisterschaften 2023        | 23. – 27. August 2023    | Valencia          | 14     | Rumänien           | Annaliese Dragan            |
| Panamerikanische Spiele 2023    | 1. – 4. November 2023    | Santiago de Chile | 1      | Vereinigte Staaten | Evita Griskenas             |
| Afrikameisterschaften           | 25. – 26. April 2024     | Kigali            | 1      | Ägypten            | Aliaa Saleh                 |
| Asienmeisterschaften            | 2. – 4. Mai 2024         | Taschkent         | 1      | Kasachstan         | Elschana Tanijewa           |
| Europameisterschaften           | 22. – 26. Mai 2024       | Budapest          | 1      | Zypern             | Vera Tugolukova             |
| Ozeanienmeisterschaften         | 22. – 26. Mai 2024       | Budapest          | 1      | Australien         | Alexandra Kiroi-Bogatyreva  |
| Wildcard                        | —                        | —                 | 1      | Laos               | Praewa Misato Philaphandeth |
| Neuverteilung von Quotenplätzen | —                        | —                 | 1      | China              | Wang Zilu                   |
| Gesamt                          | Gesamt                   | Gesamt            | 24     | 20                 | 7                           |

## Gruppe
| Qualifikationswettbewerb        | Datum                    | Ort               | Plätze | Nation        |
| ------------------------------- | ------------------------ | ----------------- | ------ | ------------- |
| Gastgeber                       | 13. September 2017       | Lima              | 0      | —             |
| Weltmeisterschaften 2022        | 14. – 18. September 2022 | Sofia             | 3      | Bulgarien     |
| Weltmeisterschaften 2022        | 14. – 18. September 2022 | Sofia             | 3      | Israel        |
| Weltmeisterschaften 2022        | 14. – 18. September 2022 | Sofia             | 3      | Spanien       |
| Weltmeisterschaften 2023        | 23. – 27. August 2023    | Valencia          | 5      | China         |
| Weltmeisterschaften 2023        | 23. – 27. August 2023    | Valencia          | 5      | Italien       |
| Weltmeisterschaften 2023        | 23. – 27. August 2023    | Valencia          | 5      | Ukraine       |
| Weltmeisterschaften 2023        | 23. – 27. August 2023    | Valencia          | 5      | Brasilien     |
| Weltmeisterschaften 2023        | 23. – 27. August 2023    | Valencia          | 5      | Frankreich    |
| Panamerikanische Spiele 2023    | 1. – 4. November 2023    | Santiago de Chile | 1      | Mexiko        |
| Afrikameisterschaften           | 25. – 26. April 2024     | Kigali            | 1      | Ägypten       |
| Asienmeisterschaften            | 2. – 4. Mai 2024         | Taschkent         | 1      | Usbekistan    |
| Europameisterschaften           | 22. – 26. Mai 2024       | Budapest          | 1      | Aserbaidschan |
| Ozeanienmeisterschaften         | 22. – 26. Mai 2024       | Budapest          | 1      | Australien    |
| Neuverteilung von Quotenplätzen | –                        | —                 | 1      | Deutschland   |
| Gesamt                          | Gesamt                   | Gesamt            | 14     | 14            |